# Ricania burgeoni
Ricania burgeoni är en insektsart som beskrevs av Victor Lallemand 1931. Ricania burgeoni ingår i släktet Ricania och familjen Ricaniidae. Inga underarter finns listade i Catalogue of Life.